# 四国谷精草
四国谷精草（学名：Eriocaulon sikokianum）为谷精草科谷精草属下的一个种。

## 扩展阅读
- 維基物種上的相關：四国谷精草